# Alchimie taoïste
Vous pouvez aider à l'améliorer ou bien discuter des problèmes sur sa page de discussion.
- Il ne cite pas suffisamment ses sources. Vous pouvez indiquer les passages à sourcer avec {{référence nécessaire}} ou {{Référence souhaitée}}, et inclure les références utiles en les liant aux notes de bas de page. (Marqué depuis janvier 2015)
- Certaines informations devraient être mieux reliées aux sources mentionnées dans la bibliographie ou les liens externes. Améliorez sa vérifiabilité en les associant par des références. (Marqué depuis janvier 2015)

- Archive Wikiwix
- Bing
- Cairn
- DuckDuckGo
- E. Universalis
- Gallica
- Google
- G. Books
- G. News
- G. Scholar
- Persée
- Qwant
- (zh) Baidu
- (ru) Yandex
- (wd) trouver des œuvres sur Wikidata

Ayant pris très tôt pour objectif principal la création de "pilules" de longue vie, l’alchimie taoïste est pratiquée en Chine dès les Han occidentaux par des membres des courants philosophiques chinois qui constitueront le taoïsme, en même temps que d’autres techniques à but similaire : médecine, gymnastique daoyin, respiration, pratiques sexuelles ou méditations. Elle fournit à cette pratique une grande partie de son langage métaphorique et au moins 1/5 des textes du Canon en traitent spécifiquement. S’éloignant de l’expérimentation proto-chimique pour se concentrer sur la reproduction symbolique des évolutions cosmologiques, elle adopte bientôt les mêmes bases doctrinales que les courants spirituels : Yin-Yang, théorie des Cinq éléments, transmutations du dao, etc. Par ailleurs, le corps humain remplace progressivement le creuset, et ses composantes (souffle, essence, esprit, etc.) prennent la place des matières premières. L’alchimie externe waidan (外丹) et ses élixirs souvent toxiques cèdent la place à l’alchimie interne neidan (內丹) qui domine dès la fin des Tang.
Les alchimistes exercent longtemps indépendamment ou en petits groupes maître-disciples sans constituer de grandes écoles. Des courants centrés sur l’alchimie interne apparaissent sous les Tang et surtout sous les Jin/Song avec Quanzhen, l’une des grandes écoles taoïstes du XIIe siècle à nos jours. Le courant des alchimistes du Sud se constitue à son imitation un siècle plus tard.

## Noms

### L'alchimie externe
Le terme jindanshu (金丹術), « techniques de l’or et du cinabre », est l’appellation la plus répandue de l’alchimie externe waidan (外丹).

### L'alchimie interne
À partir des Tang, il désigne aussi les premiers courants d’alchimie interne neidan (內丹). Jindan pai beizong (金丹派北宗) ou Quanzhen et Jindan pai nanzong (金丹派南宗) sont les deux grands courants d’alchimie interne, dits « du Nord » et « du Sud ».
Les premières techniques alchimiques sont mentionnées dans des ouvrages comme le Huainanzi sous le terme de huangbaishu (黄白術) « techniques du jaune et du blanc », couleurs désignant l’or et l’argent - ou leurs substituts. Le cinabre prend bientôt une grande importance, au moins symbolique, dans la fabrication des pilules ou élixirs de longue vie. Cette opération est nommée liandanshu (煉丹術) « techniques de raffinement du cinabre », ou parfois xiandanshu (仙丹術) « techniques du cinabre d’immortalité ». À partir des Song, le terme dandingpai (丹鼎派) « cinabre et creuset » est également employé pour désigner l’alchimie en général.

## Généralités
L’alchimie externe ou interne réalise une involution (ni 逆) vers l’état primordial, en sens contraire de l’évolution spontanée (shun 順) qui entraîne la différenciation puis la mort. Elle a pour base théorique le principe du dao engendrant les dix mille êtres et choses (wanwu 萬物), déduit de livres comme le Daode jing par les commentateurs. Le creuset reconstitue le chaos primordial hundun (渾沌) ; en contrôlant l'opération, l'alchimiste reproduit en les condensant temporellement les étapes de la cosmogonie. Le produit obtenu se nomme « or » ou « élixir d’or », symbole de pureté et de stabilité, bien qu'il n’en soit typiquement pas. À partir des Tang, il est aussi nommé huandan (還丹), « cinabre de retour [au primordial] ». Bien qu'il soit principalement ingéré, il peut aussi être conservé comme talisman. Dans l’alchimie interne, ce sont les trois composantes de l’humain, esprit, souffle et essence (shen qi jing 神 氣 精) qui involuent[Quoi ?] grâce à l’ascèse en yin et yang, puis en élixir interne primordial.
Toutes les étapes - transmission des textes et des instructions orales, construction du laboratoire, scellement du creuset, allumage et contrôle du feu, ingestion de l’élixir - sont encadrées par des règles concernant le lieu et le temps (fengshui et cycle sexagésimal) et par des rituels de purification ainsi que des invocations et des offrandes aux dieux. L’alchimiste doit en outre savoir se protéger contre les mauvais esprits et avoir les connaissances médicales nécessaires pour faire face aux accidents comme les morsures de serpent car selon le Taiqing jing, le laboratoire doit être idéalement construit dans un endroit isolé à proximité d’un cours d’eau. Seul l’alchimiste - éventuellement son assistant - peut y pénétrer, et il doit s’efforcer de ne pas être vu durant la période de travail. Les textes proviennent de l’Empereur Jaune, qui les a lui-même reçus de la Femme Obscure (xuannü 玄女) ; un siège vide est préparé pour elle lors de la transmission des textes de maître à disciple. Les instructions orales (koujue 口訣) qui les complètent sont prononcées avec une bouche rougie au sang ou au cinabre. Avant d'entamer le travail, des objets rituels en or, argent, soie ou coton sont jetés dans le cours d’eau et une libation est offerte à la terre. Les ingrédients alchimiques, qui peuvent comporter des herbes en plus des minerais, ne doivent pas faire l’objet d’un marchandage ni être acquis auprès d’un commerçant en deuil. Le creuset est scellé à l’aide d’une boue magique.

## Aperçu historique
L’alchimie apparaît dès le IIe siècle av. J.-C. dans les textes comme l’encyclopédie Huainanzi ou les sources historiques. Ainsi, Li Shaojun (李少君), fangshi au service de Wudi des Han, est un alchimiste.
Les manuels proprement dits datent du IIIe siècle ap. J.-C. La Grande Pureté (Taiqingjing 太清經 ou 太清金液神氣經) attribué à Yinchang sheng (陰長生) et ses dérivés présentent des recettes sans élaboration doctrinale. L’opération principale y est l’extraction du mercure considéré comme yin à partir du cinabre yang, puis son mélange à du soufre yang. L’opération est répétée sept ou neuf fois et l’élixir obtenu est considéré comme le yang pur (chunyang 純陽), concrétisation de l’unité absolue et élixir magique. Deux autres textes importants sont Les Neuf Creusets de Huangdi (Huangdi jiudingshendan jing 黃帝九鼎神丹經), attribué sans fondement à Zhang Ling, et le Baopuzi (抱朴子) de Ge Hong, héritier de la tradition du mont Luofu par son beau-père et des textes précédemment cités par son maitre Zheng Yin.
Aux Ve – VIe siècles, Tao Hongjing, cofondateur du courant Shangqing, pratique l’alchimie en même temps que de nombreuses autres techniques dont la méditation, la médecine et les pratiques sexuelles. Il réunit de nombreuses recettes dans le Bencaojizhu (本草集註). Son courant s’appuie aussi sur le Huangting jing (黃庭經) qui décrit des techniques de gymnastique ou de méditation préfigurant l’alchimie interne.
À partir des Tang, le Zhouyi cantong qi (周易參同契) attribué à l’alchimiste Wei Boyang (魏伯陽) des Han orientaux - mais vraisemblablement plus tardif dans sa version actuelle – prend une place importante. Ouvrage essentiellement théorique sur la non dualité du dao employant le langage alchimique comme métaphore, il fait l’objet de nombreux commentaires cosmologiques et devient un grand ouvrage de référence.
Le médecin Sun Simiao / Sun simo (孫思邈) (581-673?) rassemble de nombreuses recettes dans L’Essentiel de la Grande Pureté (Taiqing danjing yaojue 太清丹經要訣). Chen Shaowei (陳少微), auteur du Xiufulingsha miaojue (修伏靈砂妙訣) et du Jiuhuanjindan miaojue (九還金丹妙訣), crée un élixir appelé jinyi (金液) ou huandan (還丹) à partir de cinabre raffiné, qui connaît un grand succès. Le couple yin-yang mercure-soufre est plus souvent remplacé par le couple plomb raffiné-mercure. Des ouvrages insistent d’ailleurs sur le fait que la nature des ingrédients de base est moins importante que l’action des Cinq éléments.
Beaucoup d’alchimistes des Tang, comme Zhang Guo (張果), auteur du Yudongdashendansha zhenyaojue (玉洞大神丹砂真要訣), ou Lü Dongbin, seront revendiqués comme fondateurs par les courants d’alchimie interne à partir du XIe siècle et intégrés au groupe des huit immortels. Parmi les textes importants de la période, on compte aussi le Yinfu jing (陰符經) et le Qingjing jing (清靜經) attribué sans grande vraisemblance à Ge Xuan.
L’alchimie externe, qui aurait fait six victimes parmi les empereurs Tang et encore plus chez les dignitaires - selon Zhaoyi (趙翼) des Qing - disparait progressivement vers la fin de cette dynastie au profit de l’alchimie interne. Celle-ci domine à partir des Jin/Song avec l’apparition de Quanzhen, l’un des plus importants courants du taoïsme jusqu’à nos jours, puis le regroupement a posteriori d’alchimistes indépendants dans une École du Sud Jindanpai nanzong (金丹派南宗) ou Quanzhen nanzong (全真南宗). L’opération alchimique de fabrication de l’élixir de longue vie est désormais réalisée entièrement dans le corps du pratiquant grâce à des gymnastiques, régimes et méditations mettant en jeu les trois composantes de l’humain : l’esprit shen (神), l’essence jing (精) et le souffle qi (氣). Rompant avec la tradition individualiste des alchimistes, ces écoles obtiennent le soutien des autorités en soutenant le syncrétisme entre les Trois enseignements (Taoïsme, Confucianisme, Bouddhisme) et en proposant, outre l'ascèse individuelle, une gamme de services comprenant des rituels destinés à la cour et des enseignements moraux. Les auteurs principaux de l’époque sont les alchimistes du Sud Shi Tai (石泰) (Huanyuanpian 還源篇), Xue Shi (薛式) (Fumingpian 覆命篇), Chen Nan (陳楠) ou Bai Yuchan (白玉蟾) (auteurs possibles du Cuixupian 翠虛篇), Chen Zhixu (陳致虛), Zhang Boduan (Wuzhenpian 悟真篇 et Jindan sibaizi 金丹四百字) ainsi que Wang Chongyang, fondateur de Quanzhen (écrits).
L'un des derniers « alchimistes » influents est Liu Yiming (劉一明) (1734-1821), auteur du Wuzhen zhizhi, pour qui l’élixir d’or est la nature primordiale ou graine d’immortalité spirituelle présente en chacun, semblable à la nature de bouddha du mahayana. Influencé par le bouddhisme, il considère que la « vertu supérieure » (shangde 上德) est la capacité de réaliser immédiatement la « vérité céleste » (tianzhen 天真) et que la réalisation du dao grâce à l’alchimie interne est une « vertu inférieure » (xiade 下德) qui peut néanmoins être une étape préliminaire à l’atteinte de la vérité céleste.